# Agathilla bradleyi
Agathilla bradleyi là một loài tò vò trong họ Ichneumonidae.